# Teatr Miejski w Jaworze

## Historia powstania
Teatr powstał w 1799 jako Stadttheater, przez przebudowę gmachu mieszczącego wcześniej ławy obuwnicze i chlebowe. Teatr funkcjonował do 1850 r., gdy ze względu na stan budynku musiano wstrzymać spektakle. Nową neorenesansową siedzibę otwarto 1 grudnia 1875 r.

## Teatr regionalny
Od 1933 roku teatr był siedzibą mającego stały zespół „Dolnośląskiego Teatru Krajowego” (niem. Niederschlesisches Landestheater), poza Jaworem grającego także w rozlicznych okolicznych miejscowościach. Był to typowy objazdowy teatr regionalny, „ogrywający” także okoliczne miejscowości: grano w całym „okręgu teatralnym” rozciągającym się od Jawora, Bolkowa, Chojnowa, po Kamienną Górę, Lubawę, Lubawkę, a nawet Szprotawę.

## Upadek po 1945 roku
Po wojnie Teatr Miejski nie miał już stałego zespołu i służył przede wszystkim jako widownia uroczystych akademii. Do dawnej świetności i znaczenia Teatr Miejski wrócił pod koniec lat 90. Przeprowadzono wówczas kapitalny remont wszystkich pomieszczeń budynku teatru, a sala teatralna odzyskała blask neobarokowego wystroju. Biegnąca łagodnym łukiem pełna balustrada ozdobiona złoconymi girlandami, przy wygiętej wypukło loży środkowej, spięta jest barwnie polichromowanym, dwutarczowym herbem Jawora. Fasetę i plafon ozdabiają złocone sztukaterie. Płyciny ośmiu pięciobocznych pól rozmieszczonych gwiaździście wokół centralnej rozety wypełniają figuralne dekoracyjne obrazy. Wykonane techniką olejną na papierze przedstawiają postacie muz. Na środku wisi zdobiony motywami roślinnymi i figuralnymi kandelabr.
Kolejne prace remontowe przeprowadzono w latach 2009–2010. Świeżego, nowego wyrazu nabrały pomieszczenia biurowe i foyer. Wycyklinowano parkiety, pomalowano ściany oraz stolarkę drzwiowo-okienną. Dla zwiększenia komfortu artystów oraz widzów w sali teatralnej zamontowano klimatyzację.
Od roku 1978 r. budynek teatru jest siedzibą Jaworskiego Ośrodka Kultury. Obecnie JOK prowadzi szeroko zakrojoną działalność o charakterze kulturotwórczo-edukacyjnym. Jest kreatorem życia kulturalnego na terenie powiatu. Oprócz imprez teatralnych o zasięgu regionalnym i ponadregionalnym np. Teatroman – Tydzień Talentów, Biesiady Literackie rozwija się tu prężnie amatorski ruch teatralny. JOK prowadzi również działalność impresaryjną. Na jaworskich deskach występują najznakomitsi artyści sceny teatralnej, kabaretowej oraz muzycznej: Adrianna Biedrzyńska, Anna Seniuk, Hanna Śleszyńska, kabaret Neo-Nówka, kabaret Hrabi, kabaret Łowcy.B, Kabaret Moralnego Niepokoju, zespół Raz Dwa Trzy, SDM, Martyna Jakubowicz, Michał Bajor, a także artyści sceny operowej. Sala teatralna stanowi również widownię dla odbywających się wszelkiego rodzaju uroczystości i akademii związanych z obchodami rocznic uroczystości miejskich i państwowych.

## Literatura
Karl Weber, Geschichte des Theaterwesens in Schlesien,. „Veroffentlichungen der Forschungsstelle Ostmitteleuropa”, Reiche A,. Nr 29, Dortmund 1980